# Horowitz Ridge
Horowitz Ridge ist ein felsiger Gebirgskamm im ostantarktischen Viktorialand. In der Asgard Range erstreckt er sich zwischen dem David Valley und dem King Valley. Höchste Erhebung mit 2020 m ist der Bromley Peak.
Namensgeber ist der US-amerikanische Biologe Norman Harold Horowitz (1915–2005) vom California Institute of Technology, Schirmherr der im Rahmen des United States Antarctic Research Program zwischen 1966 und 1968 durchgeführten Untersuchung der Antarktischen Trockentäler, welche Vorläufer der Untersuchungen möglicher Lebensformen auf dem Planeten Mars waren. Die Benennung erfolgte auf Vorschlag des US-amerikanischen Biologen Roy Eugene Cameron (* 1929), der diese Untersuchungen vor Ort leitete.